# Eve 6
Gli Eve 6 sono un gruppo musicale alternative rock statunitense, formatosi nel 1995. Il gruppo si è sciolto nel 2004 ma si è riunito nel 2007.

## Storia del gruppo
La formazione originaria del gruppo consisteva di Max Collins, Jon Siebels e Nick Meyers. La band si è formata nel 1995 a La Crescenta-Montrose (California) col nome Eleventeen.
Dopo la pubblicazione del primo EP, Meyers ha lasciato la band ed è stato sostituito da Tony Fagenson.
Nel 1998 è uscito l'eponimo Eve 6, album trascinato dalla hit Inside Out.
Dopo Horrorscope (1999) è uscito l'album più sperimentale It's All in Your Head (2003).
Nel luglio 2004 il gruppo ha tenuto un ultimo concerto a St. Louis prima di sciogliersi.
Nel 2006 Collins e Fagenson hanno ricominciato a collaborare come produttori per altri artisti tra cui Puddle of Mudd.
Hanno dato vita anche a un altro progetto musicale chiamato The Sugi Tap.
Nel 2011 anche Jon Siebels si è riunito al progetto.
Nell'aprile 2012 è uscito Speak in Code, quarto album del gruppo pubblicato dalla Fearless Records.

## Formazione
Attuale
- Max Collins - voce, basso, piano (1995-2004; dal 2007)
- Jon Siebels - chitarra, cori (1995-2004; dal 2011)
- Tony Fagenson - batteria, percussioni, chitarra, tastiere, cori (1996-2004; dal 2007)

Ex membri
- Nick Meyers - batteria, percussioni (1995-1996)
- Matthew Bair - chitarra, cori (2007-2011)

## Discografia
Album studio
- Eve 6 (1998)
- Horrorscope (1999)
- It's All in Your Head (2003)
- Speak in Code (2012)

EP
- Eleventeen (1996)